# Sielsowiet Jaglewicze
Sielsowiet Jaglewicze (biał. Яглевіцкі сельсавет; ros. Яглевичский сельсовет) – sielsowiet na Białorusi, w obwodzie brzeskim, w rejonie iwacewickim, z siedzibą w Jaglewiczach.
Według spisu z 2009 sielsowiet Jaglewicze zamieszkiwało 1958 osób, w tym 1861 Białorusinów (95,05%), 61 Rosjan (3,12%), 21 Ukraińców (1,07%), 7 Polaków (0,36%), 5 Greków (0,26%), 2 Mołdawian (0,10%) i 1 osoba, która nie podała żadnej narodowości. W 2020 liczba mieszkańców wyniosła 1912 osób, zamieszkujących w 866 gospodarstwach domowych.
Największą miejscowością są Jaglewicze z 1435 mieszkańcami, a kolejną Barany (257 mieszkańców).

## Miejscowości
- wsie:
  - Barany
  - Hiczyce
  - Holeńczyce
  - Jaglewicze
  - Jołki